# Pierre Suon Hangly
Pierre Suon Hangly (ur. 14 kwietnia 1972 w Phnom Penh) – kambodżański duchowny katolicki, prefekt apostolski Kompong Cham w latach 2022-2025, koadiutor wikariusza apostolskiego Phnom Penh (nominat). 

## Życiorys
Święcenia kapłańskie otrzymał 9 grudnia 2001 i został inkardynowany do wikariatu apostolskiego Phnom Penh. Po święceniach pracował duszpastersko, a w latach 2007–2015 odbył studia w Paryżu. Po powrocie do kraju objął funkcję wikariusza delegata.
15 lipca 2022 papież Franciszek mianował go prefektem apostolskim Kompong Cham. Ingres odbył się 1 października 2022. 
28 czerwca 2025 papież Leon XIV prekonizował go koadiutorem wikariusza apostolskiego Phnom Penh. 